# Polésia

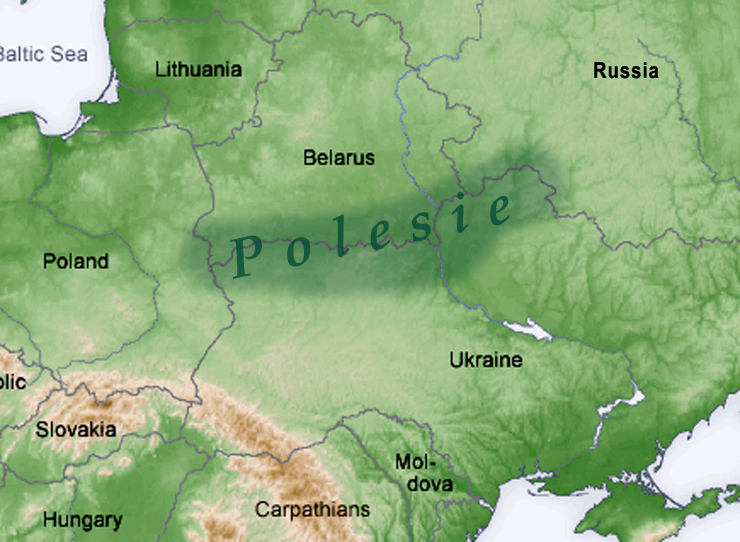
Localização da Polésia

A Polésia (em bielorrusso:  Палесьсе, transl. Pales'se; em ucraniano:  Полісся, transl. Polissia; em russo:  Полесье, transl. Polessie; em polonês/polaco:  Polesie; em alemão:  Polesien) é uma região natural e histórica da Europa. Estende-se sobre o território de três ou até quatro países (de acordo com a extensão mínima ou máxima): sul da Bielorrússia, noroeste da Ucrânia, leste da Polónia e, no sentido máximo, uma pequena parte da Rússia ocidental. Na direção máxima, o sul da Polésia chega ao norte da Volínia, outra região histórica da Ucrânia. é fronteira à Podláquia.